# Babyskydd

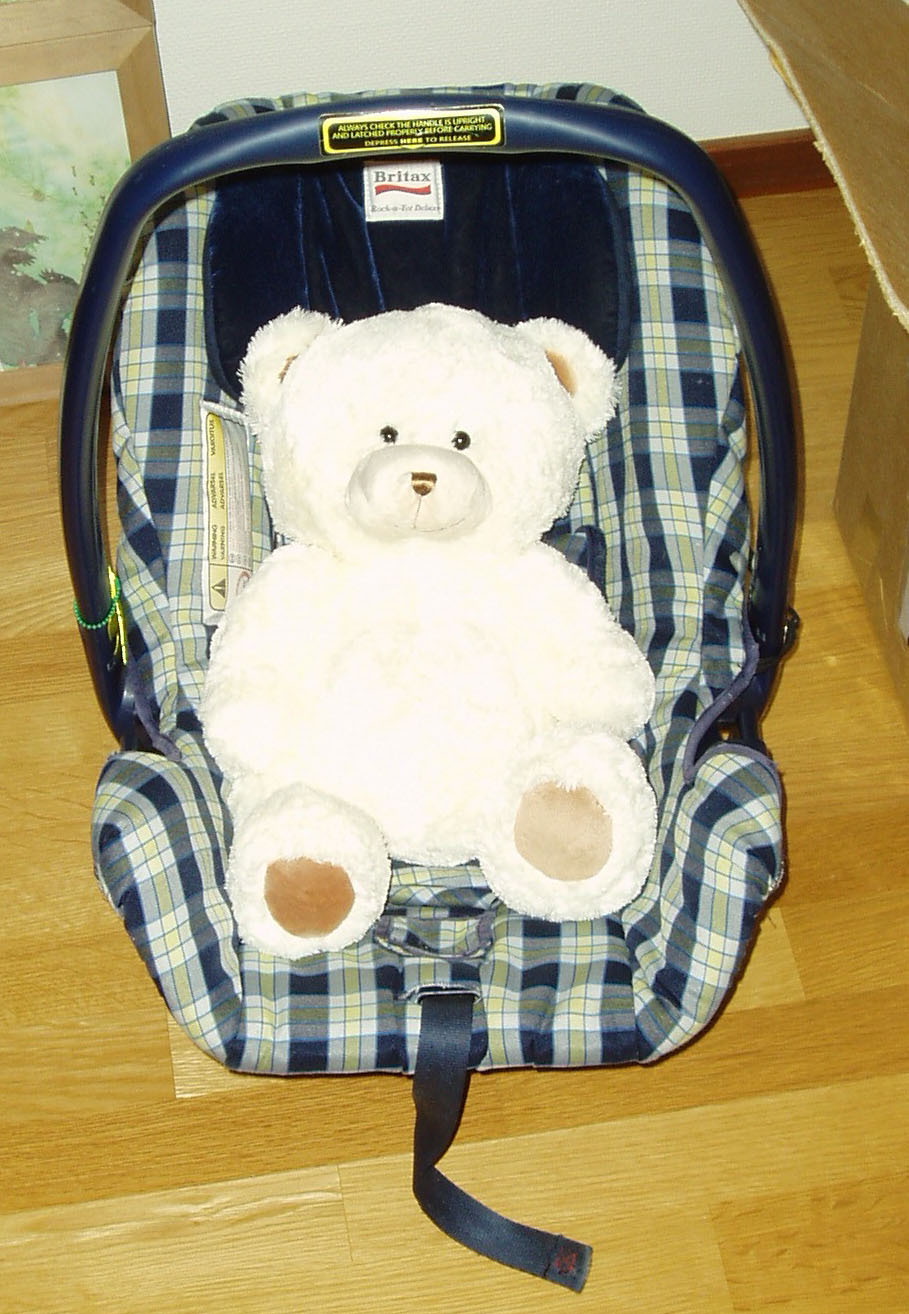
Ett babyskydd.

Babyskydd är en bilbarnstol för spädbarn.
Det är lag på bilbarnstolsanvändning i Sverige och ett babyskydd ger ett bra skydd för ett spädbarn som åker bil. Det är också nödvändigt att ha ett babyskydd redan när man åker hem med sin nyfödda från BB, om man åker bil.
Babyskydd brukar klassas som 0-13 kg bilbarnstolar, och används alltid bakåtvänt på platser utan framförvarande aktiv airbag.
Babyn spänns fast i själva babyskyddet och babyskyddet sätts fast i bilen med säkerhetsbältet. Babyskydden är utformade så att man, till skillnad från bilbarnstolar för äldre barn, lyfter i och ur hela babyskyddet. Man kan bära sin baby kortare bit i babyskyddet.
Numera finns det förutom själva stolen även en bas som underlättar det praktiska när man sätter in eller tar ut ett barn ur bilen. Basen heter isofixbas eftersom det är en standardkoppling som biltillverkarna och bilstolstillverkarna kommit överens om, och standardkopplingen isofix finns i de flesta nyare bilar.